# Amyrsidea minuta
Amyrsidea minuta är en insektsart som beskrevs av Emerson 1961. Amyrsidea minuta ingår i släktet Amyrsidea och familjen spolätare. Arten är reproducerande i Sverige. Inga underarter finns listade i Catalogue of Life.